# Tyranny (For You)
Tyranny (For You) é o sexto álbum da banda de EBM/Industrial Front 242, lançado em 1991. A música "Rhythm of Time" revelou-se um hit e se tornou um videoclipe, aparecendo brevemente numa cena do filme "Mulher Solteira Procura" onde é exibido numa TV.

## Faixas
Todas as faixas foram escritas por Front 242 e publicadas pela Les Editions Confidentielles.
1. "Sacrifice" - 4:31
2. "Rhythm of Time" - 4:06
3. "Moldavia" - 4:25
4. "Trigger 2 (Anatomy of a Shot)" - 5:50
5. "Gripped by Fear" - 4:36
6. "Tragedy (For You)" - 4:30
7. "The Untold" - 4:33
8. "Neurobashing" - 5:49
9. "Leitmotiv 136" - 3:12
10. "Soul Manager" - 13:03
  - "Soul Manager" - 5:07
  - "Untitled" - 2:00
  - "Hard Rock" - 2:40
  - "Trigger 1" - 3:16

## Créditos
- Jean-Luc De Meyer - vocais
- Daniel Bressanutti - teclados, programação, mixagem ao vivo
- Patrick Codenys - teclados, programação, samplers
- Richard Jonckheere, "Richard 23" - percussão, vocais